# Genossenschaftlicher Wohnhof Bauernfeindstraße/Firnhaberstraße/Hennchstraße/Hochfeldstraße

Der Genossenschaftliche Wohnhof in Augsburg-Hochfeld, nordöstliche Gesamtansicht

Südwestliche Teilansicht

Hofansicht, südliche Gebäudetrakte

Der Genossenschaftliche Wohnhof, auch Gottfried-Bösch-Karree genannt, mit den Adressen Bauernfeindstraße 2 bis 10 (gerade), Firnhaberstraße 27 bis 31 (ungerade), Hennchstraße 1 bis 9 (ungerade) und Hochfeldstraße 58 bis 64 (gerade) in Augsburg-Hochfeld, einem südlich der Innenstadt liegendem Stadtbezirk, wurde von Gottfried Bösch  (auch als G. E. Bösch bezeichnet) von 1927 bis 1929 erbaut. Die Gebäude sind als Baudenkmal in die Bayerische Denkmalliste eingetragen.

## Geschichte
Um die konstante Wohnungsnot in den Augsburger Arbeitervierteln in der Zeit nach dem Ersten Weltkrieg zu lindern, gründete sich 1924 die Gemeinnützige Bau- und Spargesellschaft der Freien Gewerkschaften in Augsburg und Umgebung (kurz Gebas). Zusammen mit der zugehörigen Bauhütte Schwaben und Neuburg und dem Augsburger Architekten Gottfried Bösch errichtete sie anschließend am damaligen südlichen Bebauungsrand des noch relativ jungen Stadtteils Hochfeld zwischen 1927 und 1929 einen geschlossenen Wohnhof mit rund 120 Wohnungen.
Die alliierten Luftangriffe im Zweiten Weltkrieg überstand das Gebäude ohne nennenswerte Schäden, sodass das ursprüngliche Erscheinungsbild erhalten blieb.

## Beschreibung
Das Gottfried-Bösch-Karree, das zu den schönsten Profanbauten des Expressionismus in Augsburg gehört, ist eine auffallend repräsentative und große Wohnanlage. Sie besteht aus fünf durch Torbögen verbundene dreigeschossige Walmdachbauten mit fünfgeschossigen, hofseits durch Stufengiebel akzentuierten Eckblöcken zur Firnhaberstraße. Die Gebäudearchitektur wird betont durch viele Dreiecksformen in den gestaffelten Erkern, den Dachlinien und an den Türen. Über den Türen prangen Reliefs mit handwerklichen Szenen, die arbeitende Menschen – in Hausfrauen- und Maurertätigkeiten – zeigen.

### Supraporten

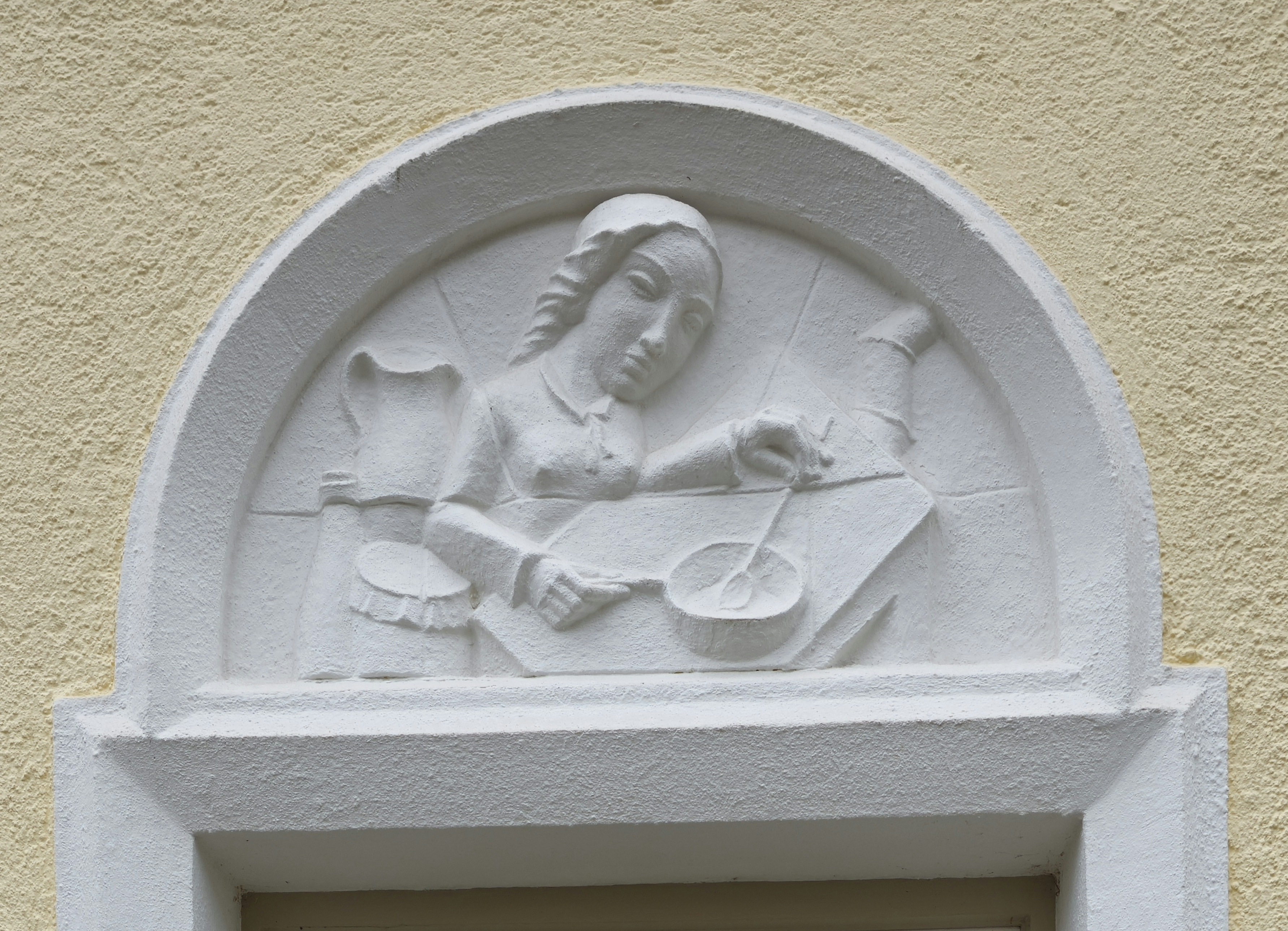
Relief 1
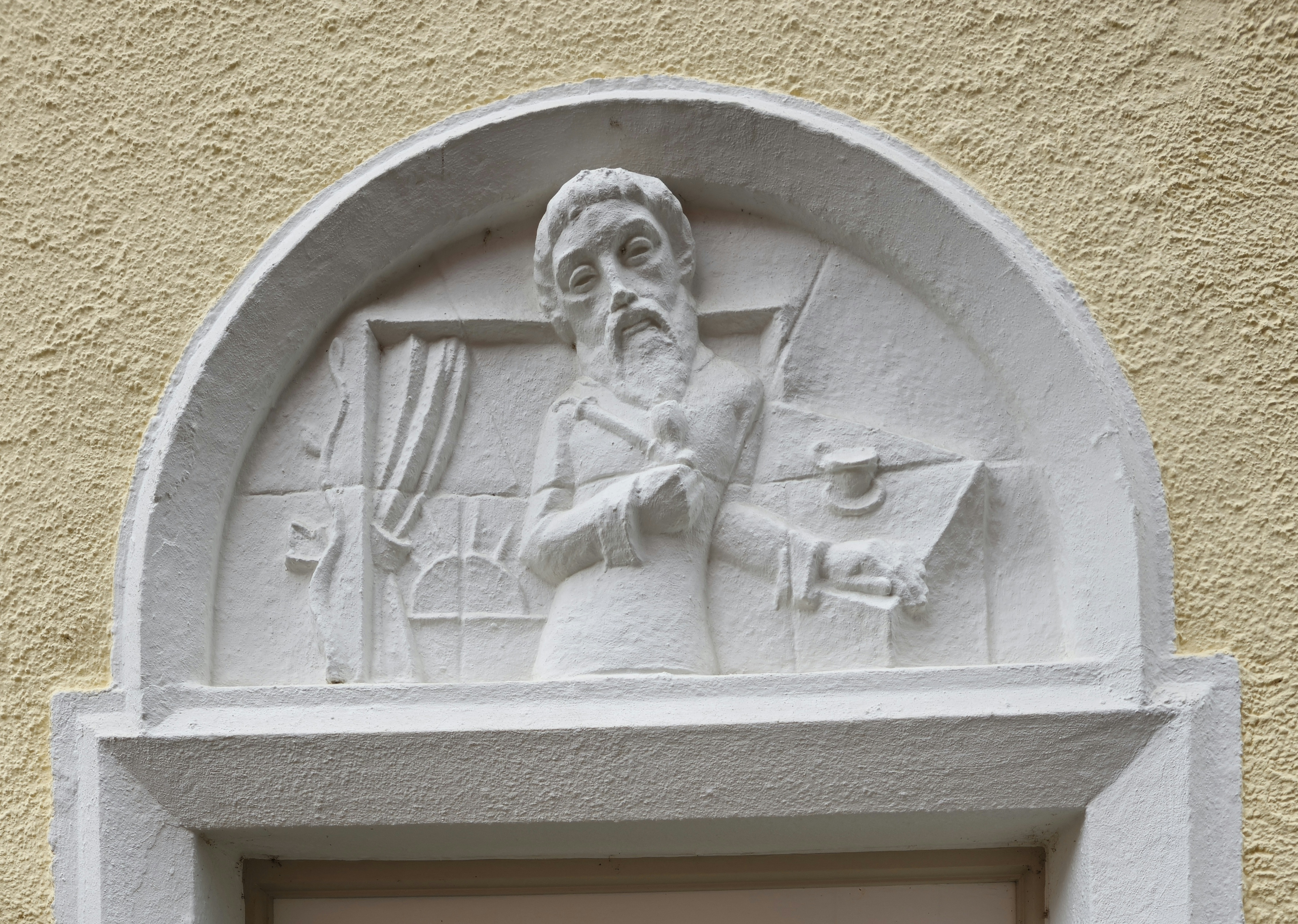
Relief 2
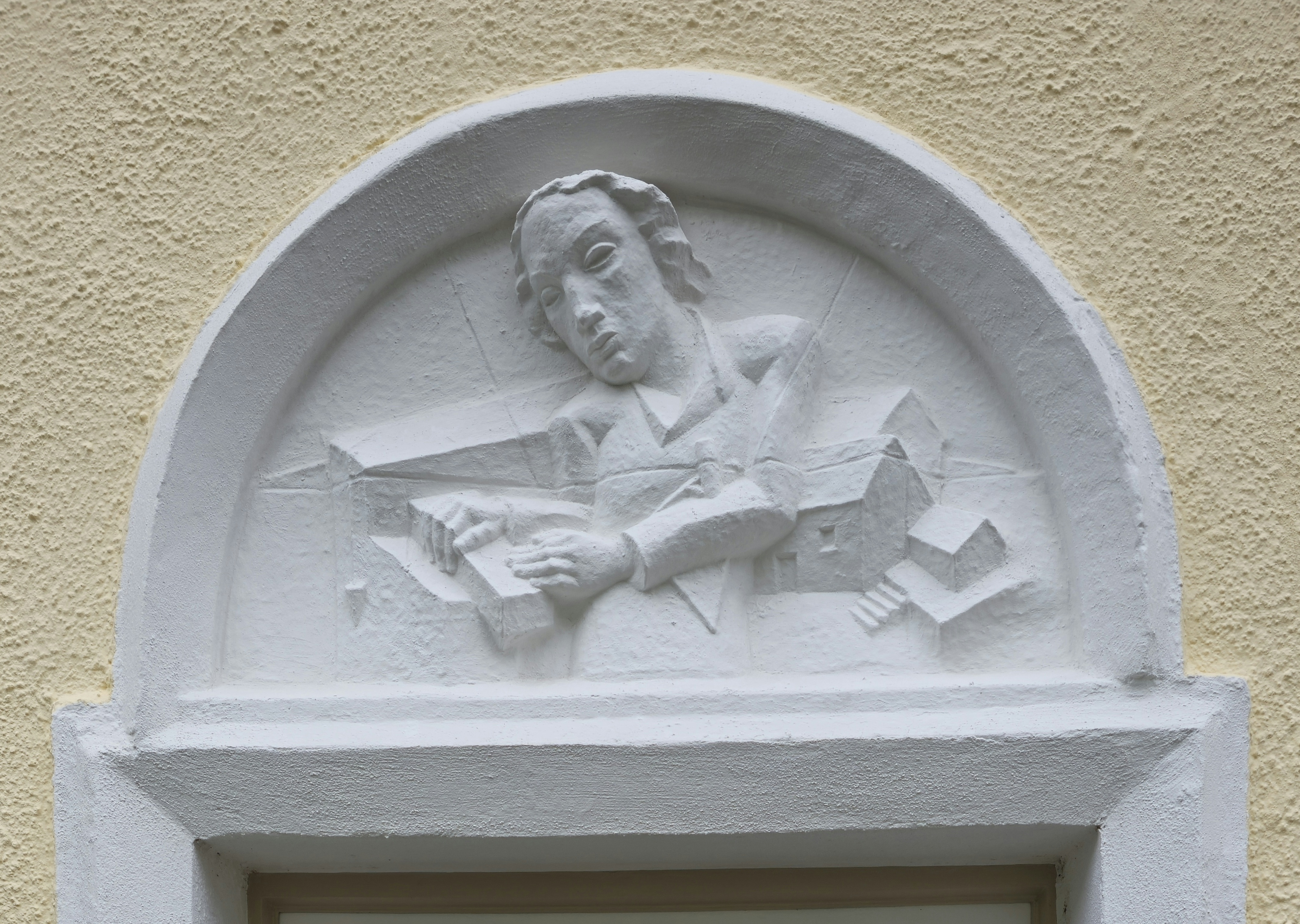
Relief 3
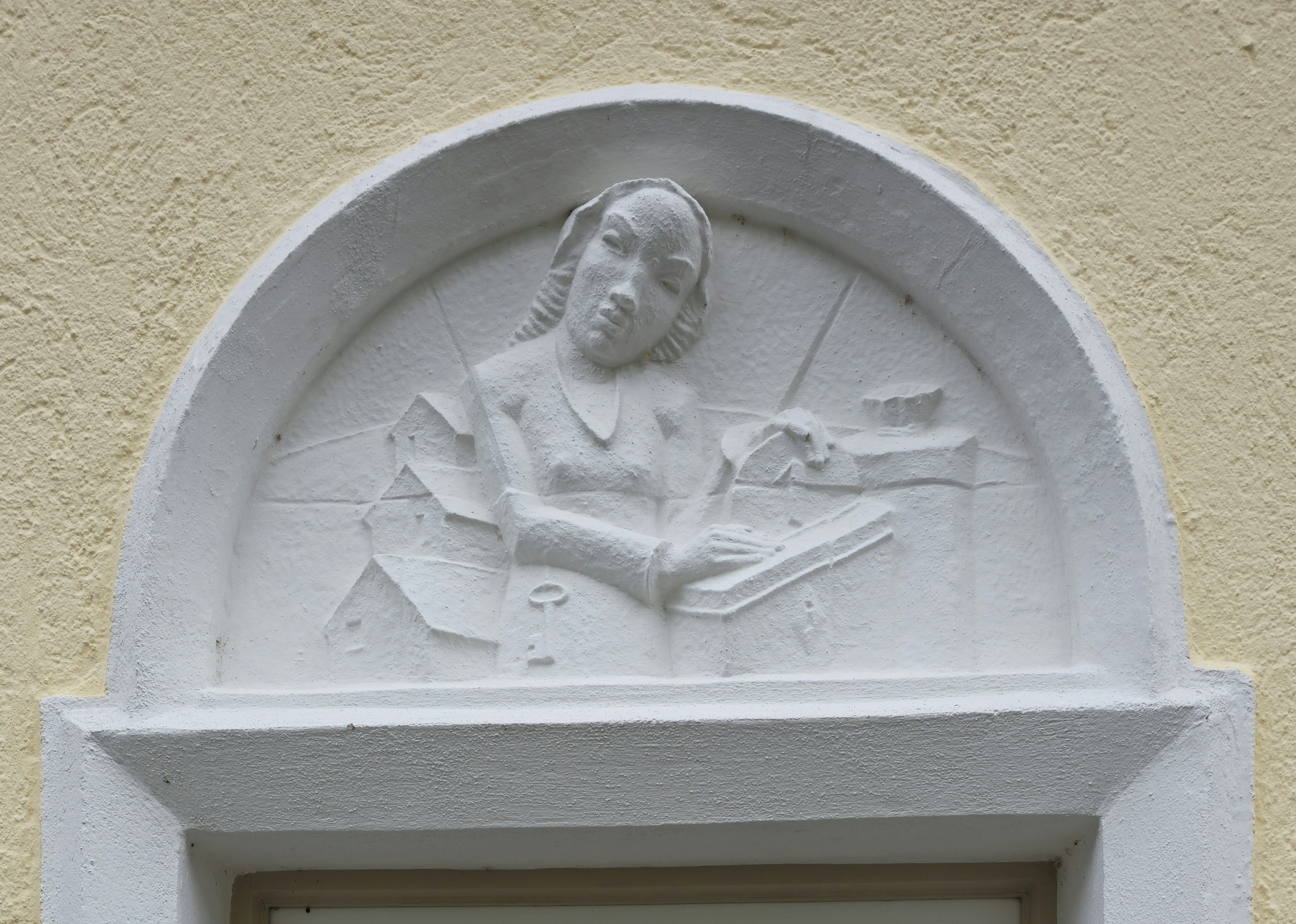
Relief 4